# Глайндборнський фестиваль

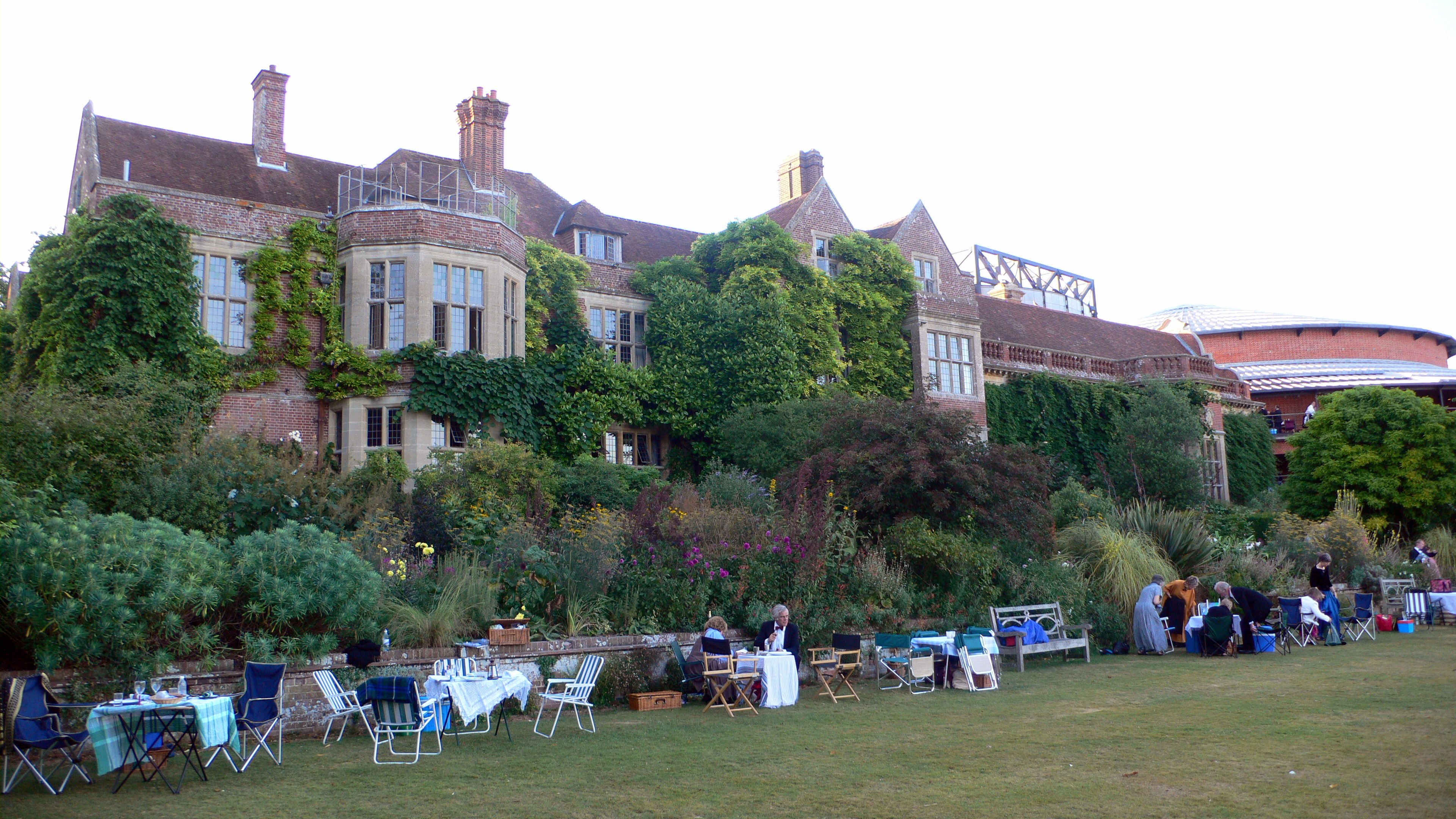
Глайндборн (праворуч — кругла будівля нового театру)

Глайндборнський оперний фестиваль — щорічний оперний фестиваль, що проходить в Англії. Фестиваль заснований 1934 року на кошти мецената Джона Крісті, а місцем проведення став його власний маєток — Глайндборн, що знаходиться поблизу містечка Льюїс.
Спочатку фестиваль підтримувався повністю на особисті кошти Крісті, потім йому вдалося знайти для нього додаткову спонсорську підтримку. Дотепер директор фестивалю — онук його засновника Гас Крісті. Основним оркестром, який бере участь у фестивальних постановках, є Лондонський філармонічний оркестр. Ряд постановок здійснюється за участю більш камерного Оркестру епохи Просвітництва.
Посаду музичного керівника фестивалю займали:
- Фріц Буш (1934—1951)
- Вітторіо Гуї (1952—1963)
- Джон Прічард (1964—1977)
- Бернард Хайтінк (1978—1988)
- Ендрю Девіс (1989—2000)
- Володимир Юровський (з 2001 р.)